# Ангуло, Нильсон
Нильсон Давид Ангуло Рамирес (исп. Nilson David Angulo Ramírez; род. 19 июня 2003, Кито) — эквадорский футболист, нападающий клуба «Андерлехт» и национальной сборной Эквадора.

## Карьера

### Молодёжная карьера
В период с 2015 по 2018 года занимался в академии «Индепендьенте дель Валье», где выступал в юношеских командах до 12 и до 14 лет. Позже стал выступать в молодёжной команде клуба «Норт Америка» до 20 лет. В январе 2020 года перешёл в молодёжную команду до 20 лет клуба «ЛДУ Кито». В августе 2020 года на полгода отправился в аренду в «Атлетико Кин». В декабре 2020 года вернулся в клуб, а в январе 2021 года стал выступать в резервной команде клуба.

### «ЛДУ Кито»
В июне 2021 года был перевёден в основную команду «ЛДУ Кито». Дебютировал за клуб 23 июня 2021 года в полуфинальном матче Суперкубка Эквадора против клуба «Дельфин», выйдя на замену на 85 минуте. В следующем матче стал обладателем Суперкубка Эквадора, где его клуб в финале обыграл «Барселону», однако сам игрок просидел весь матч на скамейке запасных. Свой дебютный матч в эквадорской Серии А сыграл 3 августа 2021 года против клуба «Ольмедо». Также принимал участие в розыгрыше Южноамериканского кубка, однако на стадии четвертьфинала вылетел от бразильского клуба «Атлетико Паранаэнсе». В составе основной команды стал ключевым нападающим. Свой дебютный гол забил 26 сентября 2021 года в матче против клуба «Манта». За 2 сезона футболист провёл за клуб 34 матча во всех турнирах, в которых отличился 7 голами и 5 результативными передачами.

### «Андерлехт»
В июне 2022 года бельгийский «Андерлехт» купил эквадорского футболиста. Сумма трансфера составила почти 2 миллиона евро. 21 июня 2022 года игрока официально представили в бельгийском клубе. Дебютировал за клуб 30 июля 2022 года в матче против «Серкль Брюгге», выйдя на замену на 84 минуте и затем на последних минутах получил жёлтую карточку. В августе 2022 года также начал выступать во второй команде бельгийского клуба, сыграв за неё первый матч 14 августа 2022 года против «Дейнзе». В матче за вторую команду 21 августа 2022 года против клуба «Ломмел» отличился своим дебютным голом. За сезон футболист отличился 2 забитыми голами за резервную команду клуба.
Новый сезон футболист начал в составе второй команды клуба. Первый матч в сезон футболист сыграл 11 августа 2023 года против клуба «Беерсхот», выйдя на поле в стартовом составе. В следующем матче 18 августа 2023 года против клуба «Дендер» футболист забил свой первый гол в сезоне. В матче 25 ноября 2023 года против клуба «Зюлте-Варегем» футболист отличился забитым дублем. Дебютный гол за основную команду клуба футболист забил 25 февраля 2024 года в матче против клуба «Брюгге».

## Международная карьера
В 2021 году был вызван в национальную сборную Эквадора. Дебютировал за сборную 28 октября 2021 года в товарищеском матче против Мексики. 
В мае 2023 года футболист получил вызов в молодёжную сборную Эквадора до 20 лет для участия в молодёжном чемпионате мира. Дебютировал за сборную 20 мая 2023 года в матче против сборной США. В следующем матче 23 мая 2023 года против сборной Словакии футболист отличился результативной передачей, благодаря которой эквадорцы смогли одержать победу. В последнем матче группового этапа 26 мая 2023 года против Фиджи футболист отличился дублем из голевых передач и с разгромным счётом в 9 забитых голов помог выйти из группы со второго места. В первом матче в рамках плей-офф 1 июня 2023 года эквадорец вместе со своей сборной потерпел поражение от сборной Южной Кореи и покинул турнир.

## Достижения
«ЛДУ Кито»
- Обладатель Суперкубка Эквадора: 2021